# European Civil Liberties Network
Das European Civil Liberties Network (ECLN) ist eine Kommunikationsplattform für europäische Bürgerrechtsbewegungen. Das Netzwerk wurde am 19. Oktober 2005 auf Initiative der britischen Organisation Statewatch gegründet. Es soll die Aktivitäten der europäischen Zivilgesellschaft in Sachen Bürgerrechte, Schutz der Demokratie und Informationsfreiheit bündeln.
Aus Deutschland wird ECLN vom Komitee für Grundrechte und Demokratie, von Bürgerrechte & Polizei/CILIP und von der Humanistischen Union unterstützt.
Die amerikanische Bürgerrechtsbewegung American Civil Liberties Union hat Beobachterstatus.